# Stefania Simova
Stefania Svetoslavova Simova (in cirillico Стефания Светославова Симова; Sofia, 5 giugno 1963) è un'ex discobola bulgara.

## Palmarès
| Anno | Manifestazione | Sede       | Evento           | Risultato | Misura  | Note |
| ---- | -------------- | ---------- | ---------------- | --------- | ------- | ---- |
| 1991 | Mondiali       | Tokyo      | Lancio del disco | 15ª       | 58,10 m |      |
| 1992 | Olimpiadi      | Barcellona | Lancio del disco | 8ª        | 63,42 m |      |